# Lozne, Bilokurakîne
Lozne (în ucraineană Лозне) este un sat în comuna Șarivka din raionul Bilokurakîne, regiunea Luhansk, Ucraina.

## Demografie
Componența lingvistică a localității Lozne
     Ucraineană (98,65%)
     Rusă (1,35%)
Conform recensământului din 2001, majoritatea populației localității Lozne era vorbitoare de ucraineană (98,65%), existând în minoritate și vorbitori de rusă (1,35%).